# Claudius Innocentius du Paquier

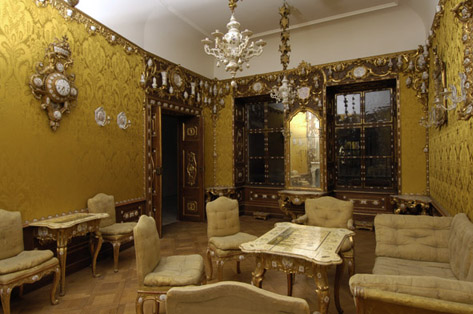
Stanza di porcellana, 1720-1735. Luogo di esposizione: MAK Wien

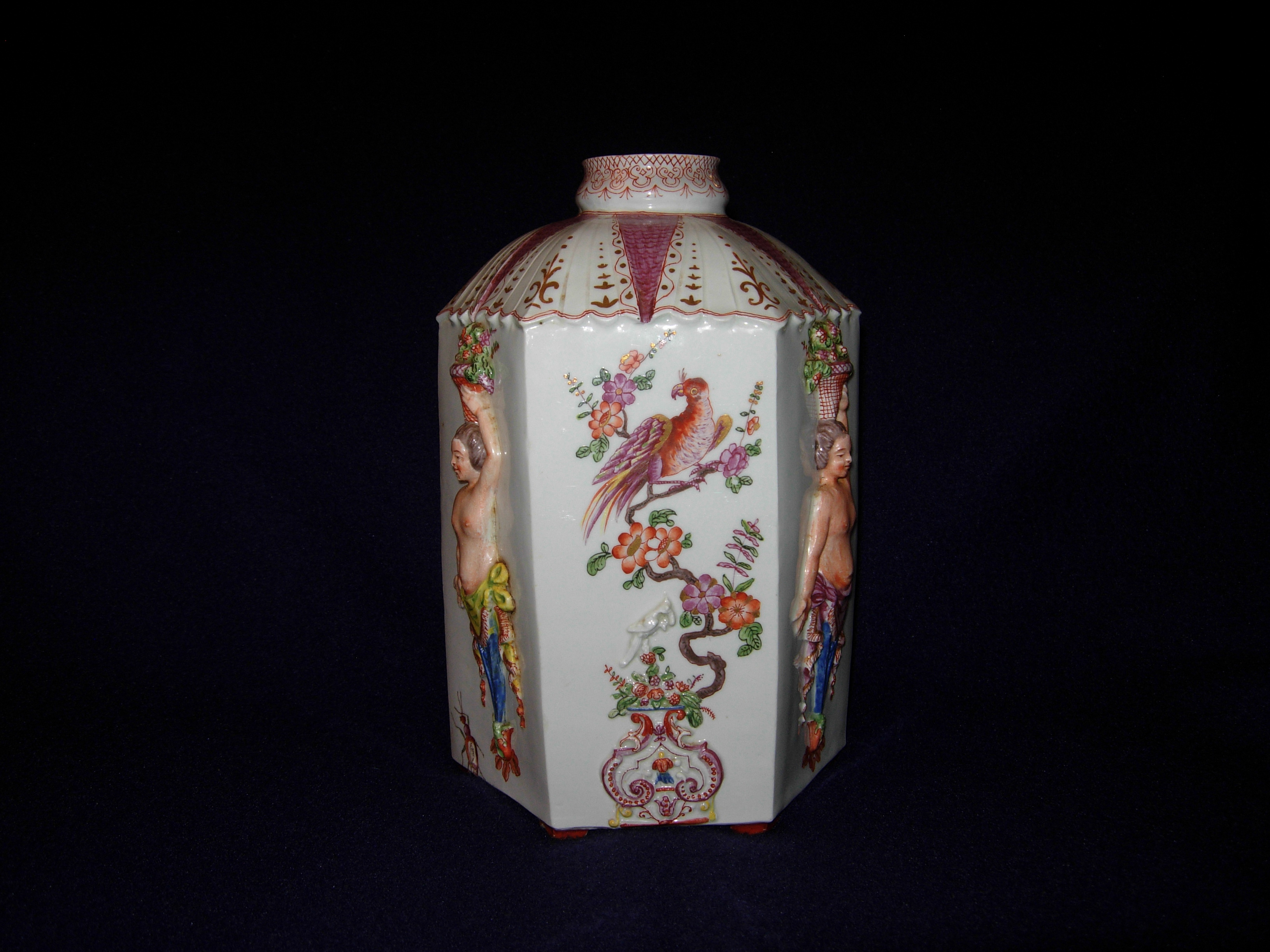
Vaso Du Paquier 1725 circa

Claudius Innocentius du Paquier (1679 – Vienna, 1751) fondò nel 1718 a Vienna, la seconda manifattura di porcellana europea, seguendo l'esempio della Porcellana di Meissen. Nato in Germania o in Francia, Paquier arrivò a Vienna verso il 1700 dove lavorò come consigliere militare per la corte imperiale..

## Storia
Agli inizi del Settecento solo la manifattura di Meißen possedeva la formula della giusta composizione chimica per la fabbricazione della porcellana. Questa formula era conservata con particolare cura nella rocca Albrechtsburg della città di Meissen (Dresda). La corte viennese, a sua volta, era molto interessata ad avere una produzione di porcellana sul territorio imperiale, al fine di contrastare la concorrenza della porcellana cinese d'importazione.
Nella sua posizione di consigliere militare, Paquier, che intratteneva buone relazioni diplomatiche con tutta l'Europa, riuscì non solo a reclutare degli artigiani della manifattura di Meissen, ma anche ad entrare in possesso del segreto di fabbricazione della porcellana.
La prima fabbrica di porcellana austriaca fu fondata nel 1718, e l'imperatore Carlo VI sottoscrisse uno Specialis Privilegium", in cui garantiva al Paquier una protezione di 25 anni ed una posizione monopolistica all'interno del Sacro Romano Impero. Questa prima fabbrica era collocata fuori Vienna, ben lontano  dalle mura della città. Per ragioni logistiche poi, lo stabilimento venne avvicinato alla capitale, ma sempre fuori dalle mura, realizzandolo su un terreno di proprietà del principe di Liechtenstein.
Durante il corso delle prime produzioni sperimentali, le decorazioni delle porcellane ripresero ancora i motivi orientali e  quelli di Meissen, ma con il passare del tempo esse acquisirono le forme tipiche in uso nella capitale imperiale, ispirate al gusto ed allo stile barocco dell'epoca.
Paquier non rifornì solamente la corte imperiale, ma anche l'aristocrazia. Dopo 25 anni di produzione, però, la ditta era altamente indebitata, al punto che, malgrado l'aiuto della città di Vienna sotto forma di un mutuo, l'impresa non risultava più salvabile e fu venduta.
Nel 1744, sotto il regno di Maria Teresa d'Austria, la manifattura venne nazionalizzata e incorporata nel patrimonio imperiale, diventando la Manifattura imperiale di porcellane di Vienna.
L'opera più importante della manifattura del Paquier fu la stanza in porcellana nel Palazzo Dubsky di Brno, per la contessa Maria Antonia von Czobor, nata principessa di Liechtenstein. Intorno al 1700, infatti, in Europa erano venute di moda le cosiddette "stanze in porcellana". All'inizio era disponibile solo la faentina europea, in seguito sostituita dalla porcellana cinese e, a partire dal 1700, da quella giapponese.
In quel periodo la contessa Maria Antonia von Czobor, tramite delle relazioni di parentela, aveva acquistato a Brno, dalla famiglia Dubsky, un palazzo che in seguito prese il suo nome. La stanza in porcellana del Palazzo Dubsky a Brno fu una delle prime sale ad essere decorata con porcellana europea. Lo stemma della famiglia Czobor von Szent-Mihály su una specchiera permette di datare la decorazione della stanza a poco dopo il 1724. Dello stesso periodo sono pure le porcellane, provenienti dalla manifattura di Paquier. Studi della parete a pannelli hanno dimostrato che l'arredo doveva essere stato progettato in origine per un luogo diverso.
Nel 1912 il Museo per l'arte e l'industria di Vienna (oggi Museum für angewandte Kunst, MAK Vienna) ha acquistato la stanza per la propria collezione.